# Stelgipus agrestis
Stelgipus agrestis är en mångfotingart som beskrevs av Loomis 1944. Stelgipus agrestis ingår i släktet Stelgipus och familjen Xystodesmidae. Inga underarter finns listade i Catalogue of Life.